# 마시니사

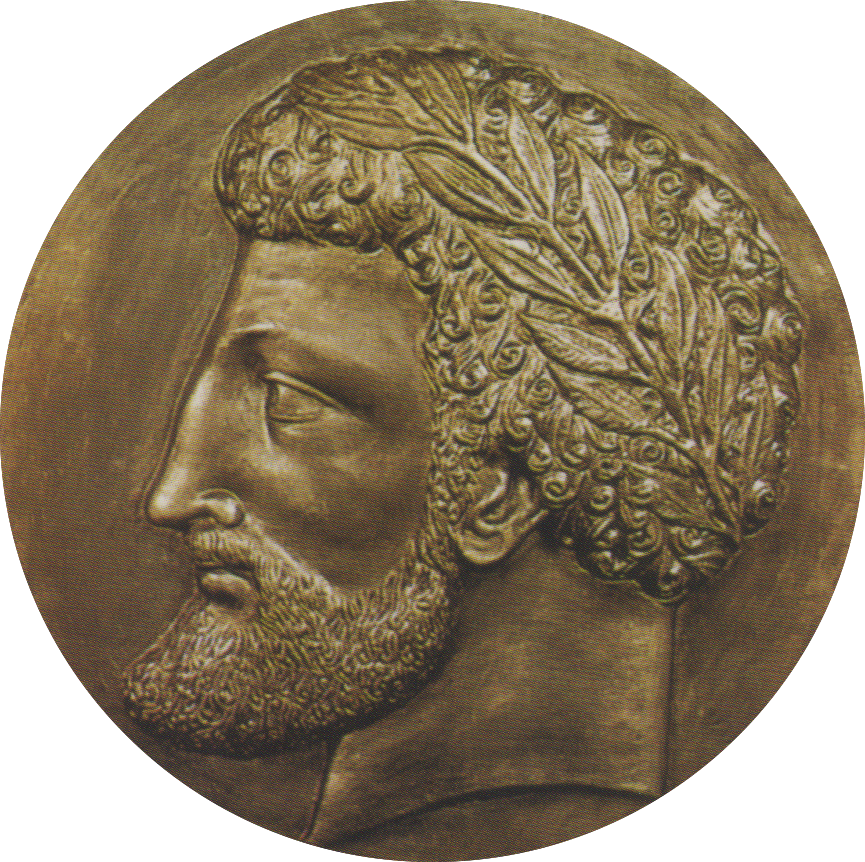
마시니사의 메달 (알제리 육군 박물관)

마시니사(기원전 238년경 - 기원전 148년경)는 누미디아의 왕으로 제2차 포에니 전쟁 당시 카르타고의 협력자였다가 나중에 로마 공화정에 가담하여 카르타고를 멸망시키는 데 일조하였다.
마시니사는 기원전 238년경 동부 누미디아의 마니사의 왕인 가이아의 둘째 아들로 태어나 어린 시절을 카르타고에서 인질로 있으면서 그리스식 교육을 받았다. 그는 타고난 기병으로 말을 잘 다루었다.
제2차 포에니 전쟁이 발발하고 로마의 사주를 받은 서부 누미디아(지금의 모로코)의 왕 시팍스가 카르타고를 침범하자 마시니사는 17살의 나이로 누미디아 기병대를 이끌면서 카르타고의 편에서 시팍스를 물리치는 데 큰 역할을 하였다. 이후 마시니사는 누미디아의 기병대를 지휘하면서 히스파니아로 건너가 하스드루발 바르카와 함께 로마군과 싸웠다. 기원전 208년 바이쿨라 전투에서 하스드루발이 패하고 스키피오 아프리카누스에게 포로로 붙잡혔는데 스키피오는 훗날을 기약하면서 순순히 마시니사를 풀어주었다. 이후 하스드루발이 이탈리아로 떠난 후에는 하스드루발의 동생 마고네와 함께 게릴라 전법으로 로마군을 괴롭혔다. 기원전 206년 마고네가 전열을 정비하고 스키피오와 대 회전을 펼친 일리파 전투에서 패할 때도 마시니사는 누미디아 기병을 이끌면서 선전을 펼쳤다. 그러나 일리파 전투로 히스파니아에서 카르타고의 세력은 완전히 괴멸되었다.
한편 같은 해 마시니사의 아버지 가이아가 죽자 그는 형제인 오에자클레스와 함께 왕위를 다투었고 그 사이 서부의 시팍스는 동부 누미디아를 잠식해오고 있었다. 카르타고는 시팍스를 회유해 원래 마시니사의 약혼녀였던 절세미인 소포니스바를 시팍스에게 결혼시키는 조건으로 동맹을 맺었다.
마시니사는 카르타고는 이제 가망이 없다고 판단하고 당시 북아프리카에 와 있던 스키피오 아프리카누스에게 투항했다. 기원전 203년 로마군과의 동맹으로 힘을 얻은 마시니사는 스키피오와 함께 카르타고-시팍스 동맹군을 무찌르고 누미디아 왕국을 모두 회복하고 시팍스에게 빼앗긴 약혼녀 소포니스바를 다시 데려와 결혼하였다. 그러나 스키피오는 소포니스바와의 결혼을 인정하지 않고 시팍스에 대한 전리품으로 그녀를 로마로 압송해 개선식에 사용해야 한다고 주장하였고 마시니사는 차마 그럴 수 없어 소포니스바에게 독약을 주어 자살하게 했다. 스키피오는 마시니사를 누미디아의 유일한 왕으로 선포하고 로마의 동맹국으로 삼았다.
기원전 202년 마시니사는 자마 전투에서 6,000명의 누미디아 기병을 이끌고 로마군의 우익을 맡아 싸웠다. 스키피오는 그의 기병이 도착할때까지 일부러 전투를 늦추었고 마시니사가 이끄는 기병의 활약은 자마 전투의 행방을 결정짓는 결정타가 되어 로마군의 승리를 가져왔다. 자마 전투의 공을 인정받아 마시니사는 시팍스의 영토까지 차지하여 누미디아 전체의 왕이 되었다.
제2차 포에니 전쟁 이후 로마는 카르타고의 영토 분쟁에 대하여 간섭하였고 항상 마시니사의 누미디아의 편을 들어주었다. 마시니사는 카르타고를 견제하면서 반유목생활을 하는 누미디아 부족의 통합을 이루었고 누미디아를 강력한 왕국으로 세우려고 하였다. 마시니사는 카르타고의 영토를 침범하여 카르타고가 전쟁을 선포하도록 유도하고 결국 제3차 포에니 전쟁을 유발시켰다. 고대의 기록에 따르면 그는 거의 90살을 살았던 것으로 보인다. 그의 사후 누미디아는 그의 몇 개로 쪼개졌다.

## 같이 보기
- 티투스 리비우스